# Piptostigma
Piptostigma, biljni rod portodice Annonaceae raširen po tropskoj Africi. Postoji devet priznatih vrsta.
1. Piptostigma calophyllum Mildbr. & Diels
2. Piptostigma fugax A.Chev. ex Hutch. & Dalziel
3. Piptostigma glabrescens Oliv.
4. Piptostigma longepilosum Engl.
5. Piptostigma macranthum Mildbr. & Diels
6. Piptostigma mortehanii De Wild.
7. Piptostigma multinervium Engl. & Diels
8. Piptostigma oyemense Pellegr.
9. Piptostigma pilosum Oliv.